# Ocyale ghost
Ocyale ghost — вид павуків родини павуків-вовків (Lycosidae). Описаний у 2017 році.

## Етимологія
Видова назва O. ghost перекладається з англійської як «примара» і стосується білого забарвлення павука. Додатково, автори таксона вказують на схожість з великим білим вовкулакою на призвісько «Примара» з телесеріалу «Гра престолів».

## Поширення
Ендемік Мадагаскару. Описаний з білого піщаного пляжу внутрішнього прісноводного озера на північному заході острова.

## Спосіб життя
Павук виявлений лиже у межах піщаного пляжу. Полює вночі. Вдень ховається у нірці, яку будує у піску. Розмножується у розпал сухого сезону (червень — липень).